# Kostel Nanebevzetí Panny Marie (Bohdalice)
Kostel Nanebevzetí Panny Marie je římskokatolický farní kostel v Bohdalicích. Který byl postaven ve stylu klasicismu ještě s prvky pozdního baroka v letech 1807 až 1814. Je chráněn jako kulturní památka České republiky.
Je farním kostelem bohdalické farnosti.

## Historie
Původní kostel, údajně dřevěný, stával na Malé straně, někde poblíž dnešní staré fary. Nový kostel byl postaven dle rozhodnutí Johanna Mannera syna majitele obce rytíře Raimunda Mannera. Základní kámen byl položen v roce 1807 a stavba byla dokončena roku 1814.